# Bachelor of Arts
Bachelor of Arts (latinsky Baccalaureus Artium, ve zkratce BA či B. A., příp. z lat. Artium Baccalaureus někdy též ve zkratce AB či A. B.) je titul bakalářského stupně (bachelor's degree) typický pro anglosaský svět. Udělován je ve světě na celé řadě univerzit či vysokých škol. Bachelor of Arts obvykle stojí v určitém kontrastu s titulem Bachelor of Science. Titul Bachelor of Arts bývá většinou udělován v oblasti humanitních věd a též v oblasti společenských věd, různé univerzity a vysoké školy ve světě však mají různé konvence, tradice a zvyklosti, udílen tak může být příp. i v odlišných oblastech vědy. Získat jej lze v řadě zemí světa, např. ve Spojeném království, Spojených státech amerických nebo v Německu.
Kromě Bachelor of Arts (BA), což je kvalifikace úrovně Bachelor's degree, zná anglosaský systém ještě druhou podobu titulu – Bachelor of Arts with Honors (často zkracováno jako BA (Hons.) či BA hons. atp.), což je kvalifikace úrovně Honours degree. Tento „honorovaný bakalář“, Honours degree, lze zpravidla získat po ukončení klasického bakalářského studia (Bachelor's degree), většinou tříletého, následovaného roční nástavbou, přičemž součástí tohoto ročního „honorovaného“ studia je často výzkum v konkrétním oboru a závěrečná práce, která mívá většinou požadován větší rozsah než bakalářská práce. BA (Hons) tedy může být získán jako stupeň bakalářského studia se specializací, např. v oboru umění, chemie, právo, ekonomika apod.
Podle statistiky Higher Education Statistics Agency získalo v ak. roce 2010–2011 First 15,5 % studentů a dalších 48,5 % získalo Upper Second (celkem 64 %), Third získalo v tomto roce 7,2 % studentů; výsledky se nicméně značně liší podle jednotlivých univerzit.
V Česku jej lze získat například na soukromé vysoké škole University of New York in Prague nebo třeba na Prague College, kdy studium probíhá ve spolupráci s některou univerzitou ve Spojeném království nebo USA, která potom také titul (kvalifikaci) udělí.
Nejedná se o titul, který by byl výlučně spjat se studiem v umělecké oblasti na vysoké škole, ale vychází historicky z tzv. sedmi svobodných umění – bakalář (svobodných) umění (např. se lze setkat s překladem bakalář humanitních věd). Tento stupeň kvalifikace (titul), BA, je udělován po úspěšném dokončení vysoké školy, obdobně jako je tomu v Česku. V Česku je obvyklým ekvivalentem bakalářský studijní program (blíže ISCED), nejčastěji se zde tedy může jednat o bakaláře (zkratka Bc.).
V různých částech světa se dnes užívá různý zápis a pravopis zkratek titulu, např. ve Spojených státech amerických se tyto zkratky píší především s tečkami, zatímco ve Spojeném království, Kanadě, Austrálii či na Novém Zélandu se často zkracuje bez teček, v jiných částech světa (např. Afrika) se zvyklosti mohou opět různit. Na školách ve světě nebo na zahraničních vysokých školách v Česku, či na jejich pobočkách, může být možné tento titul také získat a příp. jej v Česku i uznat (tzv. nostrifikovat). Držitel této kvalifikace (BA) může případně dále studovat v magisterském studiu. Držitel kvalifikace BA (Hons.) může též případně usilovat i o doktorát (Ph.D.).
Studium ve světě vedoucí k získání Bachelor of Arts může být obvykle tříleté až čtyřleté jako tomu bývá u bakalářského studia v případě Česka. Obvykle absolvování může trvat 3 až 3,5 roku, například ve Skotsku trvá 4 roky atp.
Bachelor of Arts (BA) spolu s Bachelor of Science (BS) jsou základní pregraduální stupně vysokoškolského studia (undergraduate degree), typicky ve Spojených státech amerických, získání Bachelor of Arts může tedy eventuálně později následovat též získání Master of Arts (MA), respektive obdobně Master of Science (MS). Pokud se zkratky těchto titulů užívají, píší se za jménem odděleny čárkou. Akademické tituly této kvalifikace – bakalářské (i ty magisterské), se však ve světě běžně neužívají, resp. nepíší, běžně tak bývají užívány až tituly vyšší – doktorské (akademicko-vědecké, tj. Ph.D., DSc apod.).